# Ricarda Lang
Ricarda Lang (ur. 17 stycznia 1994 w Filderstadt) – niemiecka polityk i działaczka partyjna, deputowana do Bundestagu, od 2022 do 2024 współprzewodnicząca Zielonych.

## Życiorys
W 2012 zdała egzamin maturalny w Nürtingen, później do 2019 studiowała prawo na uczelniach w Heidelbergu i Berlinie, nie uzyskując dyplomu. Zaangażowała się w działalność polityczną w ramach Zielonych. Była rzeczniczką stowarzyszenia studenckiego Campusgrün (2014–2015) i rzeczniczką federalną partyjnej młodzieżówki Grüne Jugend (2015–2019). W 2019 powołana na wiceprzewodniczącą federalnych struktur swojego ugrupowania.
W wyborach w 2021 uzyskała mandat deputowanej do Bundestagu w Badenii-Wirtembergii. Z powodzeniem ubiegała się o poselską reelekcję w 2025.
W styczniu 2022 została (obok Omida Nouripoura) wybrana na jednego z dwojga współprzewodniczących Zielonych. Ogłosiła swoją rezygnację z tej funkcji we wrześniu 2024 po słabych wynikach partii w wyborach do landtagów; zakończyła urzędowanie w listopadzie tegoż roku.